# گمینا کساوروو
گمینا کساوروو (به لهستانی:  Gmina Ksawerów) یک گمینا در لهستان است که در شهرستان پابیانیتسه واقع شده‌است. گمینا کساوروو ۱۳٫۶۴ کیلومتر مربع مساحت و ۷٬۱۵۵ نفر جمعیت دارد.